# У гонитві за щастям
«У гонитві за щастям» (англ. The Pursuit of Happyness) — американський біографічний фільм 2006 року режисера Габріеля Муччіно про Кріса Гарднера, який пройшов шлях від бідного продавця до маклера. Сценарій Стівена Конрада заснований на реальних подіях.
Фільм вийшов 15 грудня 2006 року, а Вілл Сміт був номінований на премію «Оскар» за найкращу чоловічу роль, та премію «Золотий глобус».

## Сюжет
В основі фільму лежать реальні події із життя біржового брокера Кріса Гарднера (Вілл Сміт). Ідею фільму можна передати фразою, яку головний герой говорить своєму синові «Якщо у тебе є мрія, ти повинен захистити її. Люди, які самі не можуть нічого зробити, казатимуть, що тобі це не під силу. Хочеш чогось? Іди і досягни цього. Крапка». Кріс Гарднер — батько-одинак. Виховуючи п'ятирічного сина, Кріс щосили прагне зробити так, щоб дитина росла щасливою. Працюючи продавцем денситометрів, він не може сплатити за квартиру, і їх виселяють. Опинившись на вулиці, не бажаючи здаватися, Кріс присягнувся собі, що щоб не сталося, він виростить сина. Ну і, напевно, щастя, це не лише коли ти досягнув чогось, а коли ти усвідомлюєш заради чого ти досягнув цього.
Культ героїв в Америці розвинений просто неймовірно, казав колись Оскар Вайльд. Пройшло більше століття з того часу, а в США так само популярні історії людей, що піднялися з дна до вершин світу — так званий принцип «Американської мрії».
Кріс Гарднер — саме з таких людей, що створили самі себе з нічого. Залишившись свого часу без грошей, але з півторарічним сином на руках, попри незліченну кількість перешкод, він досяг успіху в такій непевній сфері, як інвестування — почавши кар'єру з брокерських курсів, пройшов усі сходинки від стажера до власника компанії з багатомільйонним капіталом. Але цей шлях був дуже нелегкий — поки він закінчував курси, їм з сином майже рік довелося блукати містом, влаштовуючись на ночівлю в місцях, абсолютно для цього не пристосованих: в парках на лавках, в офісі і навіть у туалеті станції метро. В історії його життя тісно переплелися два найдраматичніші сюжети — бізнесовий про успішну людину, та батьківський, до того ж досить рідкісний — про чоловіка з дитиною на руках.
Побачивши Кріса в одній з телепередач продюсер Марк Клейман відразу взявся до вмовляння Гарднера продати права на екранізацію. Наступним кроком було залучення до зйомок Вілла Сміта, який вже довів фільмом «Алі» своє вміння виконувати драматичні ролі. Саме йому було надано право обрати режисера, і саме Вілл вирішив обрати маловідомого італійського режисера Габріеле Муччіно — настільки йому сподобались фільми цього режисера «Пам'ятай про мене» та «Останній поцілунок» (не плутати з голлівудським рімейком цієї картини, який вийшов в прокат минулого року).

## Актори
- Вілл Сміт — Кріс Гарднер[en]
- Джейден Сміт — Крістофер Гарднер, син Кріса та Лінди
- Тенді Ньютон — Лінда Гарднер, дружина Кріса
- Браян Гоу[en] — Джей Твістл
- Деніел Луї Кастелланета — Алан Фракеш
- Джеймс Карен — Мартін Фром
- Кріс Гарднер[en] — камео

## Цікаві факти
Картина базується на реальних подіях, і головний герой реальної історії консультував акторів на зйомках.
Італійський режисер Ґабріеле Муччіно відмовився перезнімати свій «Останній поцілунок» на голлівудський манер, віддавши перевагу універсальній історії про впертого персонажа, який ніяк не бажає здатися на милість долі.
Вілл Сміт, знімаючись у фільмі, відверто розраховував на «Оскара», однак акторові довелося вдовольнитися лише номінацією.
Головний герой фільму під час стажування, яке відбувається не пізніше 1987 року, отримує п'яте видання книги Бенджаміна Грехема «Security Analysis» (ISBN 978-0-07-013235-1), яке побачило світ 1 січня 1988 року.

## Касові збори
Під час показу в Україні, що розпочався 8 березня 2007 року, протягом перших вихідних фільм зібрав $45,245 і посів 5 місце в кінопрокаті того тижня. Фільм опустився на шосту сходинку українського кінопрокату наступного тижня і зібрав за ті вихідні ще 16 993 дол. Загалом фільм в кінопрокаті України пробув 2 тижні й зібрав $91,048, посівши 111 місце серед найбільш касових фільмів 2007 року.